# Gnophos obscuriorata
Gnophos obscuriorata är en fjärilsart som beskrevs av Louis Beethoven Prout 1904. Gnophos obscuriorata ingår i släktet Gnophos och familjen mätare. Inga underarter finns listade i Catalogue of Life.